# Loxosceles coquimbo
Espèce
Loxosceles coquimbo est une espèce d'araignées aranéomorphes de la famille des Sicariidae.

## Distribution
Cette espèce est endémique de la région de Coquimbo au Chili,.

## Description
La femelle holotype mesure 7,5 mm.
Le mâle décrit par Brescovit, Taucare-Ríos, Magalhães et Santos en 2017 mesure 7,3 mm.

## Étymologie
Son nom d'espèce lui a été donné en référence au lieu de sa découverte, la région de Coquimbo.

## Publication originale
- Gertsch, 1967 : The spider genus Loxosceles in South America (Araneae, Scytodidae). Bulletin of the American Museum of Natural History, vol. 136, no 3, p. 117-174 (texte intégral).